# Lin Zongsu
Lin Zongsu (en chino: 林宗素; Minhou, 1878-Kunming, 1944) fue una escritora y sufragista china. Fundó la primera organización de sufragio femenino de China y fue una de las activistas feministas políticas más destacadas en el período Qing, el período republicano temprano. Además se convirtió en una de las primeras mujeres periodistas y editoras de periódicos de China. Como periodista, publicó ampliamente sobre los derechos de las mujeres y dirigió varias organizaciones de mujeres hasta que la democracia fue suprimida en 1913. Más tarde, enseñó en Singapur y dirigió una empresa de navegación con la que pudo financiar los periódicos de su hermano en China. Después de una década en el sudeste asiático, ella y su esposo regresaron a China y vivieron en la parte sur del país donde estaban ubicadas sus operaciones comerciales.

## Biografía
Nació en 1878 en Minhou,provincia de Fujian, China, hija de Lin Jianquan (en chino: 林剑泉), un escritor y Huang Fu (en chino: 黄夫), erudita y compositora de canciones. Una niña animada, sus padres optaron por no vendarle los pies y su madre la instruyó en casa. Cuando murió su madre, Zongsu todavía era bastante joven y vivía con un tío, asistiendo a una escuela occidental. Alrededor de 1898, se mudó a Hangzhou, donde se unió a su hermano mayor,Lin Baiyong, que era periodista allí. Se familiarizó con los nacientes grupos revolucionarios anti-Qing y conoció a Qiu Jin, quien más tarde se convirtió en una mártir de la revolución. En 1902, comenzó a estudiar en la Escuela Patriótica de Niñas (en chino: 爱国女校学) de Shanghái. La escuela fue un cambio radical de las escuelas tradicionales chinas, mezclando el estudio de la química y la física con la historia de la Revolución Francesa y el movimiento nihilista ruso, además de abogar por el compromiso político de las mujeres. Pronto siguió a otros estudiantes chinos a Japón en 1903.
Zongsu, acompañada por su hermano, quería poder aprender fuera del sistema dominado por el gobierno de China y ganar una sensibilidad moderna. Participó en la protesta contra la guerra ruso-japonesa y se unió a la Cruz Roja Japonesa para aprender habilidades médicas y poder ayudar con los soldados heridos También fundó la primera asociación de mujeres estudiantes con otras estudiantes chinas, llamada Mutual Love Society (en chino: 共爱会), que defendía los derechos de las mujeres y su derecho a la educación. La organización publicó sus puntos de vista en la revista Jiangsu y Lin comenzó a escribir ensayos sobre igualdad. En 1903, publicó en Jiangsu un prefacio de A Tocsin for Women (en chino: 女界鐘) escrito por Jin Songcen, que instó a las mujeres a liberarse a sí mismas y a su nación.
Después de un año en Japón, regresó a Shanghái y se fue a trabajar en el periódico de su hermano Chinese Vernacular News (en chino: 中国白话报), convirtiéndose en una de las primeras mujeres periodistas en China. Además e convirtió en editora asociada de Daily Alarm (en chino: 警钟日报). Ambos periódicos proporcionaron análisis y comentarios sobre la democracia y Lin escribió muchos artículos defendiendo la revolución, antes de que ambos fueran obligados a cerrar por el gobierno en 1905. Decidió regresar a Japón para estudiar en el Escuela Normal Superior de Tokio (en japonés: 東京師範学校). Ese otoño, cuando Huang Xing estableció una fábrica de municiones en Yokohama, ella y otros estudiantes chinos comenzaron a participar en actividades anarquistas y se hicieron conocidas como "heroínas de Sofía", en referencia a las actividades de Sofía Peróvskaya. En diciembre de 1905, se unió al Tongmenghui de Sun Yat-sen para continuar su activismo y participó en muchas de sus actividades antigubernamentales. Luego, en 1906, el Ministerio de Educación de Japón aprobó un edicto que limitaba la actividad política de los estudiantes chinos. Completó su educación en la escuela normal y se casó con un amigo de su hermano, Tong Fu (en chino: 同赴) de Shanghái.

## Trayectoria
La dinastía Qing cayó en octubre de 1911 con el éxito del Levantamiento Wuchang y Zongsu regresó a China. cuando esté organizado por Jiang Kanghu.[8] el 12 de noviembre de 1911, Zongsu formó la primera organización en China que buscaba el derecho al voto de las mujeres, la alianza de Camaradas del Sufragio de las Mujeres (en chino: 女子参政同志会:) en Shanghái. La organización se formó como rama del partido socialista de modo que las mujeres eran capaces de buscar cambio político.[10] también establecieron una revista, llamada el tiempo de las Mujeres (en chino: 女子倍:) para publicar información sobre el sufragio y la organización. Además se reunió con Sun Yat-sen en Nankín en 1912 y recibió su promesa de que las mujeres obtendrían el voto cuando se estableciera la Asamblea Nacional. Publicó la declaración en el Shenzhou Daily  y el Women's Times, obteniendo tanto aprobación como desaprobación. Sun Yat-Sen, aunque había dado permiso para que Zongsu imprimiera, se distanció de la controversia diciendo que el sufragio era un asunto que debía decidir una mayoría. Así publicó otro artículo en Heavenly Bell News (Tianduo Bao) refutando su despido y su versión de la discusión. Habiendo puesto la idea del voto de las mujeres en la arena pública, se formaron otras organizaciones de mujeres para presionar por los derechos mientras continuaban los debates sobre la Constitución Provisional de la República de China y presentaron una propuesta formal para la igualdad. Cuando se emitió la Constitución el 11 de marzo, no contenía ninguna disposición sobre el voto de las mujeres. Las mujeres continuaron presionando al Senado Provisional y enviaron cinco peticiones solicitando la legalización de sus derechos, pero la Asamblea Nacional vio sus acciones como amenazantes y se negó a escucharlas.
En 1913, Lin y Tong se divorciaron y Lin abandonó la política y se mudó a Nankín. La democracia fue reprimida bajo el régimen de Yuan Shikai y fue invitada a ir al sudeste asiático por la Cámara de Comercio de Singapur se mudó y se convirtió en maestra. Se casó con un comerciante de Hangzhou y juntos dirigieron un exitoso negocio de navegación que se volvió bastante acomodado. Lin usó sus ganancias para ayudar a su hermano a financiar su periódico. En marzo de 1922, la pareja regresó a Pekín, pero debido a los intereses comerciales de su esposo, pronto se volvieron a mudar a Kaifeng, en la provincia de Henan. En 1925, el único hijo de la pareja murió y, afligida por el dolor, Lin se reunió con su hermano en Beijing. Después de que lo mataran al año siguiente, ella regresó al sur. Cuando estalló la Segunda Guerra sino-Japonesa, la familia se mudó a Kunming, en la provincia de Yunnan, donde murió en 1944.